# Roberto Lavagna

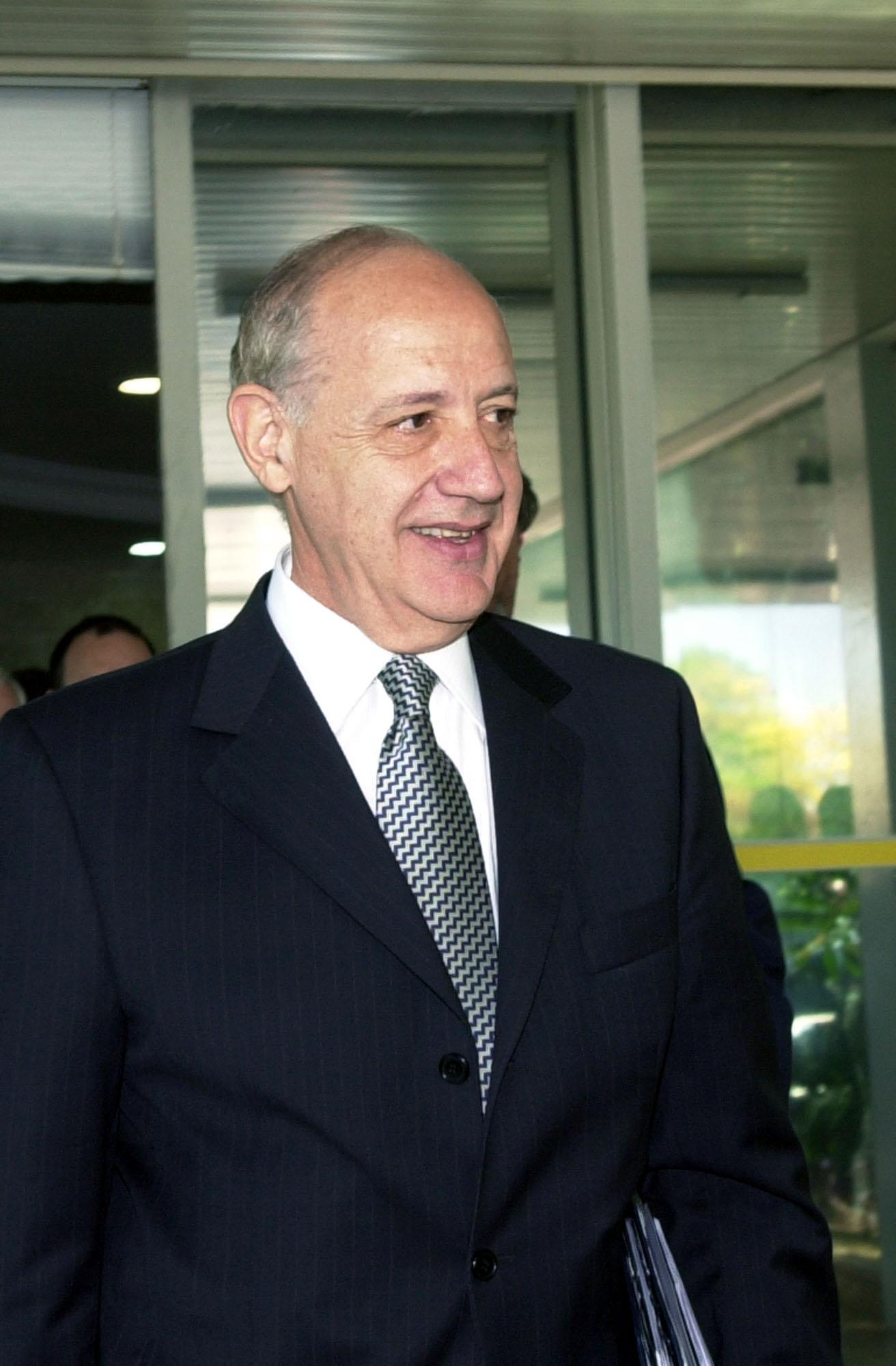
Roberto Lavagna, 2004

Roberto Lavagna (* 24. März 1942 in Buenos Aires) ist ein argentinischer Politiker, Wirtschaftswissenschaftler und Diplomat. Er war von 2002 bis 2005 Wirtschaftsminister unter den peronistischen Präsidenten Eduardo Duhalde und Néstor Kirchner und Präsidentschaftskandidat bei den Wahlen 2007 und 2019.

## Kindheit, Studium und erste Berufsjahre (bis 2002)
Roberto Lavagna stammt aus einer Mittelschicht-Familie aus dem Stadtteil Saavedra (Buenos Aires). Sein Vater arbeitete als Drucker, seine Mutter war Hausfrau. Von 1960 bis 1966 studierte er Wirtschaftswissenschaften an der Universidad de Buenos Aires (UBA). Nach einer kurzen Tätigkeit im Management der argentinischen Zentralbank, ging er aus Studiengründen nach Brüssel. Dort machte er ein Postgraduierten-Studium in Ökonometrie und Wirtschaftspolitik.
Nach seiner Rückkehr Anfang der 1970er Jahre arbeitete er während der Präsidentschaft Juan Peróns im Wirtschaftsministerium. Kurz vor dem Militärputsch von 1976 kündigte er seine Mitarbeit im Ministerium und arbeitete anschließend als Berater. In den 1990er Jahren gehörte das PJ-Mitglied Lavagna der parteiinternen Opposition gegen Carlos Menem an. 2000 wurde er von Präsident Fernando de la Rúa als Botschafter zur EU nach Brüssel und zur WTO nach Genf entsandt. Auf diesem Posten befand er sich auch zu Beginn der Wirtschaftskrise 2001.
Lavagna gab bekannt, dass er, obwohl er Mitglied der Justizialistischen Partei (PJ) war, bei den Präsidentschaftswahlen 1999 nicht für den Kandidaten der PJ, Eduardo Duhalde, gestimmt hatte.

## Wirtschaftsminister 2002 – 2005
Am 26. April 2002 wurde er inmitten der argentinischen Wirtschaftskrise von Präsident Eduardo Duhalde zum Wirtschaftsminister ernannt. Der darauf folgende Präsident Néstor Kirchner übernahm ihn als Wirtschaftsminister. Er handelte mit dem Internationalen Währungsfonds und den meisten Gläubigern Argentiniens nach der Zahlungsunfähigkeit neue Tilgungsbedingungen aus; zumeist mit einer Abwertung der Schulden um 75 %. In dieser Zeit erzielte die argentinische Wirtschaft nach zuvor vierjähriger Rezession Wachstumszahlen von durchschnittlich etwas mehr als 8 %.
Am 28. November 2005 trat Lavagna als Wirtschaftsminister zurück. Ihm wird zugeschrieben, das Land nach der Wirtschaftskrise teilweile konsolidiert zu haben.

## Präsidentschaftskandidaturen 2007 und 2019
Nachdem er aufgrund seiner Erfolge als Wirtschaftsminister während der Finanzkrise bereits als Präsidentschafts- bzw. Vizepräsidentschaftskandidat für die Wahlen 2003 gehandelt worden war, trat er 2007 zu den Präsidentschaftswahlen an. Er erreichte mit seinem Wahlvorschlag „Una Nación Avanzada“ 16,9 % der Stimmen und belegte damit den dritten Platz hinter Cristina Fernández de Kirchner und Elisa Carrió.
Bei den Präsidentschaftswahlen 2015 unterstützte er den letztendlich unterlegenen Kandidaten Sergio Massa (Frente Renovador) und wurde im Schattenkabinett als Wirtschaftsminister gehandelt. In der Folge kritisierte er die Wirtschaftspolitik des Präsidenten Macri, ehe er sich 2019 selbst für eine Kandidatur entschied. Er trat als Kandidat des Wahlbündnisses Consenso Federal 2030 an. Sein Vizepräsidentschaftskandidat war Juan-Manuel Urtubey. Mit diesem Bündnis stellte er sich gegen seinen ehemaligen Weggefährten Sergio Massa und den Frente Renovador. Lavagna wurde vom ehemaligen Präsidenten Eduardo Duhalde und dessen ebenfalls politisch aktiven Ehefrau Hilda Duhalde unterstützt. Bei den Wahlen kam er mit 6,16 % der Stimmen auf den dritten Platz.

## Sonstiges
Lavagna ist verheiratet und hat drei Kinder.